# ممثلية الأردن لدى دولة فلسطين
ممثلية الأردن لدى دولة فلسطين هي الممثلية الدبلوماسية العُليا للمملكة الأردنية الهاشمية لدى دولة فلسطين. افتتحت الممثلية في البداية في مدينة غزة عام 1994، ولاحقًا نُقلت إلى مدينة رام الله حيث يقع مقرها في حي الماصيون.

## قائمة الممثلون
| الترتيب | رئيس البعثة الدبلوماسية | تاريخ الاعتماد الدبلوماسي | تاريخ الانتهاء | ملك الأردن                | رئيس دولة فلسطين | ملاحظات                                              |
| ------- | ----------------------- | ------------------------- | -------------- | ------------------------- | ---------------- | ---------------------------------------------------- |
|         | ؟؟                      |                           |                |                           |                  |                                                      |
|         | جمعة عبد الله العبادي   | 2000                      | 23 مايو 2005   | عبد الله الثاني بن الحسين | محمود عباس       | مُنح وسام القدس من درجة «نجمة القدس» عند انتهاء مهامه |
|         | يحيى اسليم القرالة      | 25 يونيو 2005             | يوليو 2010     | عبد الله الثاني بن الحسين | محمود عباس       | مُنح وسام القدس من درجة «نجمة القدس» عند انتهاء مهامه |
|         | عواد خالد السرحان       | 14 مايو 2011              | أبريل 2013     | عبد الله الثاني بن الحسين | محمود عباس       | مُنح وسام القدس من درجة «نجمة القدس» عند انتهاء مهامه |
|         | خالد عبد الله الشوابكة  | 5 سبتمبر 2013             | 20 فبراير 2018 | عبد الله الثاني بن الحسين | محمود عباس       | مُنح وسام القدس من درجة «نجمة القدس» عند انتهاء مهامه |
|         | محمد شبيب أبو وندي      | 18 أكتوبر 2018            | 9 أغسطس 2022   | عبد الله الثاني بن الحسين | محمود عباس       | مُنح وسام القدس من درجة «نجمة القدس» عند انتهاء مهامه |
|         | عصام أحمد فالح البدور   | 21 أغسطس 2022             | لا يزال        | عبد الله الثاني بن الحسين | محمود عباس       |                                                      |